# Хранитель Тракена
Хранитель Тракена (англ. The Keeper of Traken) — шестая серия восемнадцатого сезона британского научно-фантастического телесериала «Доктор Кто», состоящая из четырёх эпизодов, которые были показаны в период с 31 января по 21 февраля 1981 года.

## Сюжет
ТАРДИС прибывает в нормальную вселенную в зону под названием Союз Тракена, империю мира и гармонии. Но внезапно посреди ТАРДИС появляется голограмма Хранителя Тракена, зовущего Доктора на помощь. Он собирается передать титул консулу Тремасу, дав ему источник силы Тракена, но чувствует зло за ним, его женой Кассией и дочерью Ниссой и подозревает связь с Мелкуром, существом, прибывшим давно на Тракен, но превращенным в камень. Кассия постоянно с ним разговаривает и чистит; эта обязанность скоро перейдет к Ниссе.
Доктор и Адрик прибывают в столицу, но в саду вскоре находят тела, и путешественники узнают, что жертв убили из плазменного оружия, бывшего на ТАРДИС. Кассия тем временем тайно посещает Мелкура, который дарит ей ошейник контроля разума. Она приказывает страже арестовать Тремаса, Доктора, Адрика и Ниссу и выдвигает свою кандидатуру на пост Хранителя, но как только Хранитель умирает, и та садится на трон, женщина исчезает, а вместо неё появляется статуя Мелкура, связанная с источником.
Доктор входит в статую, которой оказывается ТАРДИС, где встречает обезображенного Мастера в последней регенерации, который собирается получить новый цикл регенераций из источника. В то же время Адрик и Нисса отключают источник от Мастера и ломают его ТАРДИС. Доктор сбегает, Мелкур исчезает, и консул Лювик садится на трон, становясь новым Хранителем.
Доктор и Адрик улетают на ТАРДИС. Позже Тремас находит странные напольные часы, которыми оказывается ТАРДИС Мастера. Тот сливается своим телом с Тремасом, смеется, входит в ТАРДИС и улетает, оставив Ниссу недоумевать, куда же подевался её отец.

## Трансляции и отзывы
| Эпизод            | Дата показа     | Продолжительность | Телезрители (в миллионах) |
| ----------------- | --------------- | ----------------- | ------------------------- |
| «Часть 1»         | 31 января 1981  | 24:05             | 7,6                       |
| «Часть 2»         | 7 февраля 1981  | 24:50             | 6,1                       |
| «Часть 3»         | 14 февраля 1981 | 23:49             | 5,2                       |
| «Часть 4»         | 21 февраля 1981 | 25:11             | 6,1                       |
| [ 1 ] [ 2 ] [ 3 ] |                 |                   |                           |

## Интересные факты
- В серии впервые появляется будущая компаньонка Доктора Нисса в исполнении Сары Саттон. Также в серии впервые появляется Мастер сначала в исполнении Джеффри Биверса, а затем Энтони Эйнли. Последний исполнял эту роль до конца классического сериала.
- Имя персонажа Тремас является анаграммой для имени Мастер.
- Хотя серия не входит в трилогию E-пространства («Полный круг», «Состояние упадка» и «Врата воинов»), она, как и последующая, «Логополис», продолжает тему энтропии. Иногда она вместе c ней и серией «Кастровальва» выделяется в трилогию о возвращении Мастера.